# Gais 2014
GAIS spelade säsongen 2014 i svenska Superettan.

## Spelartrupp
| Nr | Land           | Pos | Namn                      |
| -- | -------------- | --- | ------------------------- |
| 1  | Sverige        | MV  | Tommi Vaiho               |
| 2  | Kongo-Kinshasa | F   | Richard Ekunde*           |
| 3  | Island         | MF  | Asgeir Börkur Asgeirsson  |
| 4  | Sverige        | F   | Mirza Mujcic              |
| 5  | Sverige        | F   | Emil Eliasson             |
| 6  | Sverige        | F   | Marcus Översjö            |
| 7  | Sverige        | MF  | Andreas Drugge            |
| 8  | USA            | MF  | Bobby Warshaw°            |
| 8  | Ghana          | MF  | Reuben Ayarna*            |
| 9  | Sverige        | A   | Joel Johansson            |
| 10 | Sverige        | A   | Petrit Zhubi              |
| 11 | Costa Rica     | MF  | Ariel Lassiter*           |
| 14 | Sverige        | A   | Gabriel Altemark-Vanneryr |

| Nr | Land    | Pos | Namn               |
| -- | ------- | --- | ------------------ |
| 16 | England | MF  | Kieron Cadogan*    |
| 17 | Sverige | MF  | Adam Eriksson      |
| 18 | Sverige | MF  | Linus Tornblad     |
| 19 | Sverige | A   | Fredrik Jonsson    |
| 20 | Sverige | F   | Kenneth Gustafsson |
| 22 | Sverige | F   | Björn Andersson    |
| 24 | Sverige | MF  | Hampus Andersson   |
| 26 | Sverige | MF  | Malkolm Moenza     |
| 28 | Sverige | MF  | Benjamin Eriksson  |
| 30 | Sverige | F   | Sandeep Mankoo     |
| 31 | Sverige | A   | Shkelqim Krasniqi  |
| 35 | Sverige | MV  | Oliver Gustafsson  |

° Spelaren lämnade klubben under sommaruppehållet.

* Spelaren anslöt till klubben under sommaruppehållet.